# SV Alberweiler
Der SV Alberweiler (offiziell: Sportverein Alberweiler 1930 e. V.) ist ein Sportverein aus Schemmerhofen im baden-württembergischen Landkreis Biberach. Die erste Fußballmannschaft der Frauen spielt in der Regionalliga Süd und qualifizierte sich dreimal für den DFB-Pokal. Die B-Juniorinnen spielten von 2012 bis 2023 in der Bundesliga.

## Geschichte
Nachdem bereits seit 1925 in Alberweiler Fußball gespielt wurde, gründete sich fünf Jahre später der Verein DJK Alberweiler. Dieser wurde im Jahre 1934 nach der Machtübernahme der Nationalsozialisten zwangsweise aufgelöst. Als Nachfolger wurde der SC Alberweiler gegründet. Der Ausbruch des Zweiten Weltkriegs 1939 unterbrach die Vereinstätigkeit, bevor der Verein 1947 seinen heutigen Namen erhielt. 1964 bezog der Verein seine Spielstätte Sportanlage Alberweiler. Neben Fußball bietet der Verein auch Damengymnastik und Jedermannsport an.

### Frauen
1997 stellte der Verein erstmals eine Mädchenmannschaft. Sechs Jahre später bildeten die Alberweiler in einer Spielgemeinschaft mit dem SV Aßmannshardt eine Frauenmannschaft. Diese stieg 2011 in die Regionenliga, ehe die Alberweilerinnen nach drei Aufstiegen in Folge 2015 in der viertklassigen Oberliga Baden-Württemberg ankamen. Ein Jahr später erreichte die Mannschaft erstmals das Endspiel des württembergischen Pokals und besiegten dort den TV Derendingen mit 2:0. Damit qualifizierte sich der SV Alberweiler erstmals für den DFB-Pokal, wo die Mannschaft dem Bundesligisten MSV Duisburg deutlich mit 0:9 unterlag. Ein Jahr später verteidigte die Mannschaft den württembergischen Pokal durch einen 1:0-Sieg über die zweite Mannschaft des VfL Sindelfingen und stieg als Meister der Oberliga in die Regionalliga Süd auf. In der Saison 2017/18 wurde Alberweiler Dritter der Regionalliga Süd und scheiterte in der zweiten Runde des DFB-Pokals mit 0:3 am FC Bayern München. Der Württembergische Pokal wurde durch einen 4:0-Finalsieg über den FV Löchgau erneut gewonnen.

### Juniorinnen
Die B-Juniorinnen stiegen 2011 in die damals erstklassige Oberliga Baden-Württemberg auf. Ein Jahr später qualifizierte sich die Mannschaft als Vierter für die neu geschaffene B-Juniorinnen Bundesliga Süd. Somit sind die B-Juniorinnen Gründungsmitglied in der B-Juniorinnen Bundesliga Süd. Die beste Saisonplatzierung in der B-Juniorinnen Bundesliga Süd war bis dato in der Saison 2018/2019 der 2. Platz. Bei der U-17-Fußball-Europameisterschaft der Frauen 2016 wurde Kristin Kögel mit der U-17-Nationalmannschaft Europameisterin. Am 12. März 2017 gewannen die B-Juniorinnen in Wuppertal den erstmals ausgetragenen DFB-Futsal-Cup durch einen 3:0 Endspielsieg gegen den 1. FC Köln. Die B-Juniorinnen werden als Jugendmannschaft des Monats August 2017 vom Deutschen Fußballmuseum in Dortmund für einen Monat mit Exponaten in einer Vitrine präsentiert. 2019 wurden die B-Juniorinnen zum ersten Mal in der Vereinsgeschichte Süddeutscher Meister im Futsal. Seit der Saison 2014/2015 gewannen die B-Juniorinnen sechsmal in Folge den württembergischen Meistertitel im Futsal und holten fünfmal in Folge den württembergischen Verbandspokaltitel.
Im Mai 2023 stieg die Mannschaft der B-Juniorinnen ab in die Oberliga.

### Herren
Die Männermannschaft des SV Alberweiler spielt seit dem Aufstieg im Jahre 2014 in der Bezirksliga Riß.

## Persönlichkeiten
- Matea Bošnjak
- Mia Eickmann
- Annika Enderle
- Kristin Kögel
- Michelle Weiß